# Mary Katherine Campbell
Mary Katherine Campbell (Columbus, 18 dicembre 1905 – 7 giugno 1990) è stata una modella statunitense, eletta Miss America per due volte: nel 1922 e nel 1923, arrivando inoltre seconda nel 1924. Partecipò, in qualità di Miss Columbus" in tutti e tre i concorsi, la Campbell fu anche la prima sedicenne ad essere incoronata. Dopo il concorso del 1924, nel quale i giudici rivelarono che la Campbell aveva quasi vinto il titolo per la terza volta, l'organizzazione di Miss America cambiò il regolamento del concorso, impedendo ad una vincitrice del concorso di partecipare una seconda volta.
Fu eletta "Miss Columbus" fra oltre 170 concorrenti, e proseguì ad Atlantic City, dove si sarebbe sfidata con le cinquantasette concorrenti di Miss America. Le Campbell riuscì ad avere accesso al concorso in qualità di Miss Columbus, soltanto al secondo tentativo.
Campbell si era diplomata presso la East High School nel febbraio 1922, e si era iscritta all'università statale dell'Ohio, dopo essere stata selezionata per partecipare a Miss America. Frequentò anche l'Ohio Wesleyan.